# Khadija al-Salami
Khadija al- Salami (Sana'a, 1966) è una regista cinematografica yemenita.

## Biografia
Nel 2016 il suo film, La sposa bambina (Ana Nojoom bent alasherah wamotalagah, 2014) è stato il primo film yemenita ad essere sottoposto alla considerazione per l'Oscar al miglior film in lingua straniera all'ottantanovesimo Academy Awards.

## Filmografia
- La sposa bambina (2016)